# پیتر دافیلد
پیتر دافیلد (انگلیسی: Peter Duffield؛ زادهٔ ۴ فوریهٔ ۱۹۶۹) بازیکن فوتبال اهل بریتانیا است.
از باشگاه‌هایی که در آن بازی کرده‌است می‌توان به باشگاه فوتبال یورک سیتی، باشگاه فوتبال دارلینگتون، باشگاه فوتبال روترهام یونایتد، باشگاه فوتبال کرو آلکساندرا، باشگاه فوتبال استوک‌پورت کانتی، باشگاه فوتبال شفیلد یونایتد، باشگاه فوتبال بلکپول، باشگاه فوتبال ای‌اف‌سی بورنموث، باشگاه فوتبال همیلتون آکادمیکال، باشگاه فوتبال کارلایل یونایتد، باشگاه فوتبال آلفرتون تاون، باشگاه فوتبال بوستون یونایتد، و باشگاه فوتبال فالکیرک اشاره کرد.